# Běh na jedno stadium

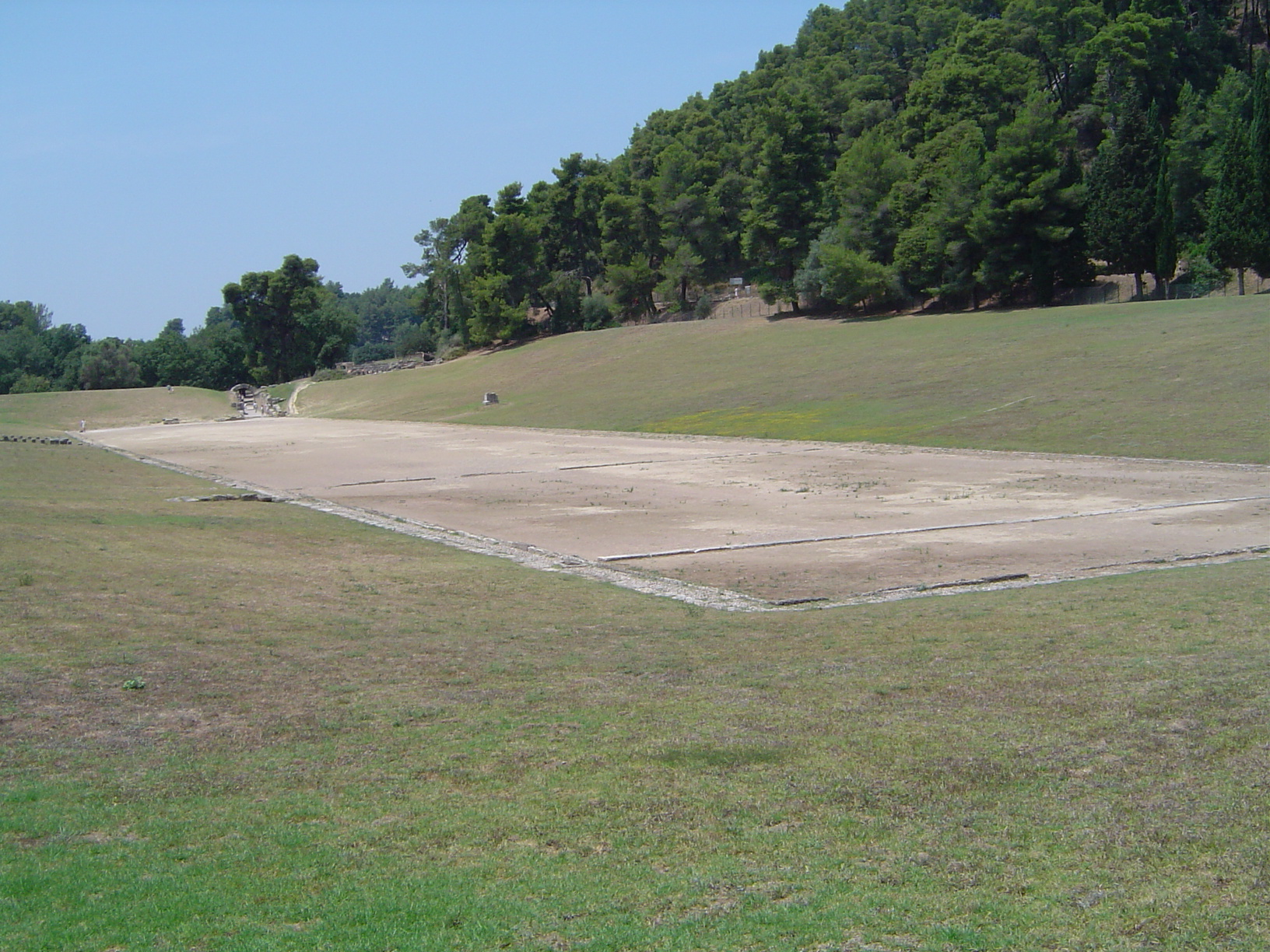
Antický stadion v Olympii

Běh na jedno stadium (od starořecky σταδιόδρομος, στάδιον–stadiodromos, stadion) byla soutěžní běžecká disciplína v starověkém Řecku.
Běh na jedno stadion, tj. na vzdálenost 192,27 metru, (600 olympijských stop) byl na olympijských hrách jedinou soutěžní disciplínou od založení her v roce 776 před Kr. do roku 724 před Kr., kdy se na hrách zavedl dvojitý běh čili diaulos. (Běh na dvě stádia).
Od založení her v Olympii a i později se běh na jedno stadion považoval za hlavní závod. Jménem vítěze těchto závodů se označovala celá olympiáda. Na olympijských hrách se v této disciplíně soutěžilo až do ukončení her v roce 394 n. l., kdy hry zakázal zvláštním ediktem římský císař Theodosius I.

Běhal se podobně jako současný sprint. Běžci se během běhu značně nakláněli dopředu a dlouhými vysokými kroky, pomáhajíce si přitom rytmickými švihy paží až do výšky hlavy se s otevřenými dlaněmi řítili do cíle.. 

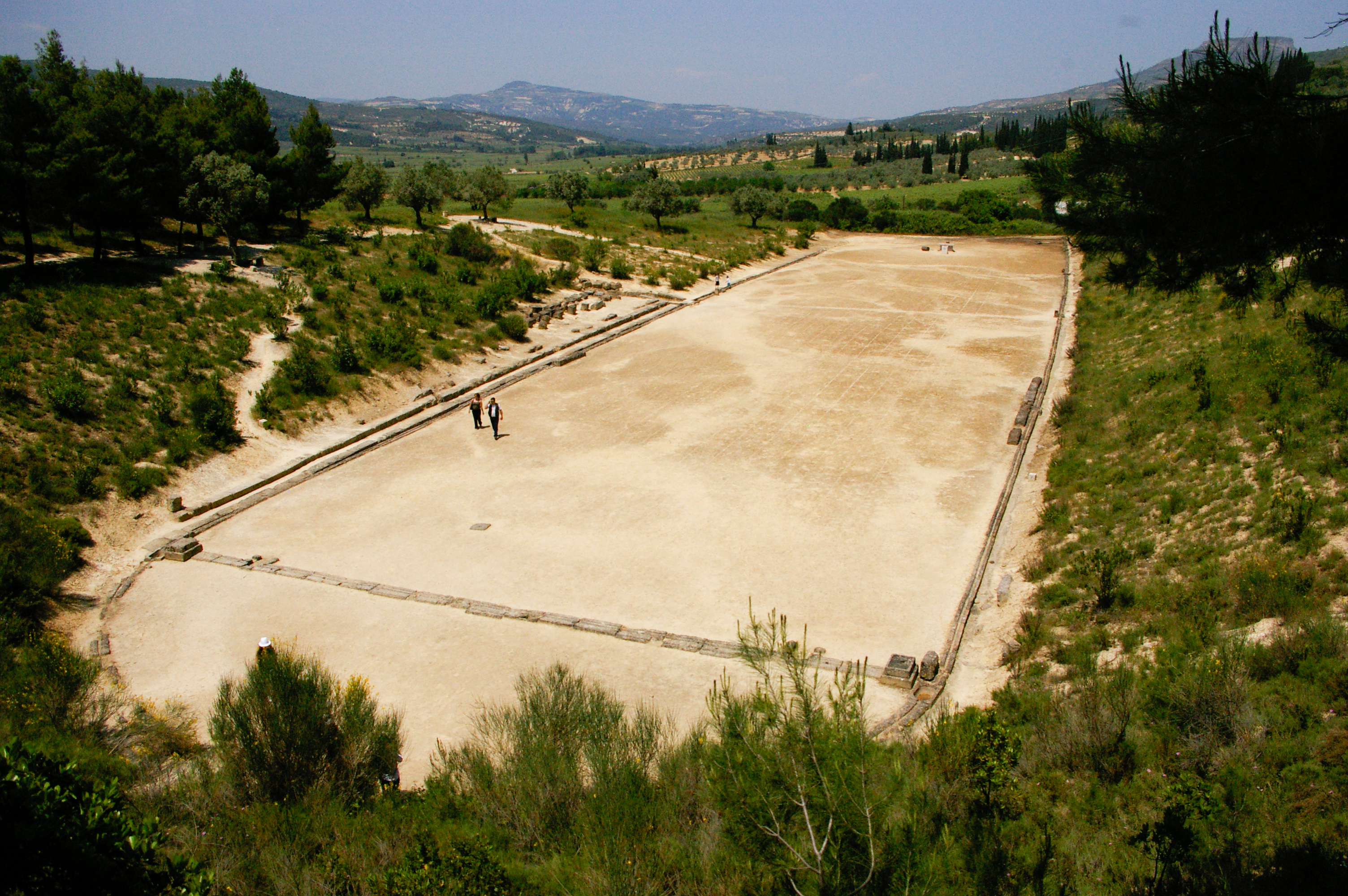
Antický stadion v Nemei

Na konci šestého století před Kr. olympijští závodníci začínali slavnostním nástupem. Hellanodikové pak vložili do amfory nebo přilby tabulky se jmény soutěžících a vylosovali pořadí jejich míst na startovní čáře. Když byli už běžci připraveni, ozval se signál trubače a hlasatel přečetl jména závodníků a jejich domovských měst. Po novém signálu trubače se závody začaly. Hellanodikové následně po závodě vyhlásili jméno vítěze a jeho domovské město prostřednictvím hlasatele na čtyři strany světa. Odměnou olympijského vítěze byl věnec (kotinos) z posvátné olivy, zvané Kallistefanos, ("Co dává krásné věnce") nacházející se u Diova chrámu. Věnec byl podle tradice upletený z jediné větvičky, ustřižené zlatými nůžkami. Vítěze korunoval před Diovým chrámem nejstarší z hellanodiků tzv. athlothetés.
Podle antického autora Thukydida, běžci na nejstarších olympijských hrách závodili s páskou kolem ohanbí a později nazí. Připomíná, že někteří barbaři, především Asiaté, při zápasení a boxu mají takové pásky ještě i za jeho časů a také to, že staří Řekové měli kdysi mnoho společného s barbary. Starověký autor Pausanias, který v druhém století navštívil Olympii, uvádí, že stadion byl vybudován na umělé terase z nanosené země, na níž měli také sedadla pořadatelé her. Oproti hellanodikům stál oltář z bílého mramoru, při kterém seděla kněžka bohyně Démétér. Byla to jediná žena, která se mohla na olympijskou soutěž dívat. Svobodným dívkám se v tom nebránilo.